# Radio Luxembourg
Radio Luxembourg (lidově zvaný Laxík nebo Laxouš) byla rozhlasová stanice v Lucembursku, která byla od 50. let 20. století velmi oblíbená i v Československu. Poslech této rozhlasové stanice představoval jednu z mála možností, jež umožňovala mladé generaci přístup k tehdejší moderní populární hudbě, která byla v socialistickém Československu prakticky nedostupná.

## Historie
V roce 1924 zahájil lucemburský radioamatér vysílání vojenské hudby. Jeho licenci koupil v roce 1929 jeden francouzský obchodník a získal monopol na vysílání v Lucembursku. V roce 1931 vznikla společnost Compagnie Luxemburgeoise de Radiodiffusion. V roce 1933 začalo vysílání v angličtině a francouzštině. V té době patřila k největším zábavným stanicím orientovaných na anglicky mluvící posluchače. Ačkoli byly některé pořady natáčeny přímo v Londýně, vysílání muselo probíhat ze zahraničí kvůli monopolu na komerční vysílání, které měla na britských ostrovech BBC. Té také Luxembourg přímo konkuroval a někteří umělci vystupovali na obou stanicích, např. Vera Lynn ad. Na rozdíl od západních zpravodajských rádií, jako byly Svobodná Evropa a Hlas Ameriky, stanice nevysílala politické komentáře. Po obsazení Lucemburska Američany v roce 1944 začala vysílat stanice s názvem Radio 1212.
Období největší obliby začalo v 50. letech. V roce 1957 začalo německé vysílání. Stanice zahájila vysílání na středních vlnách na vlnové délce 208 metrů (1439 a později 1440 kHz). Na této vlnové délce bylo možnost Luxembourg poslouchat přes den v Německu, v noci i ve Velké Británii a v Československu, což bylo tím, že stanice měla ve své době nejvýkonnější vysílač v západní Evropě o vyzářeném výkonu 1200 kW.
Radio Luxembourg 208 definitivně ukončilo vysílání z pozemních antén na konci roku 1992. Dne 30. prosince 1992 legendární Radio Luxembourg zaniklo definitivně. Jako pozůstatek po něm zůstala televize RTL.
Hlasatelé radia Luxembourg označovali tuto vysílačku The Station of the Stars (Your Station of the Stars).